# Stazione di Spezzano Albanese Terme
La stazione di Spezzano Albanese Terme è una stazione ferroviaria posta, a 46 metri s.l.m., al km 16+042 della linea Cosenza–Sibari di RFI, a servizio del centro abitato di Spezzano Albanese.
Dal 1915 divenne anche stazione terminale e di interscambio con la linea per Lagonegro, a scartamento ridotto, delle Ferrovie Calabro Lucane. Vi confluiva anche la ferrovia forestale "Zoccalia" proveniente dai boschi del Pollino.

## Storia
La stazione di Spezzano Albanese nacque intorno al 1876, ad alcuni km di distanza dal centro di Spezzano Albanese, contestualmente all'apertura del primo tratto, da Sibari, dell'allora costruenda ferrovia per Cosenza. Divenne stazione di interscambio nel 1915 con l'inaugurazione del tratto di ferrovia fino a Castrovillari della linea FCL per Lagonegro. Ciò ne aumentò l'importanza in quanto venne ad essere punto importante di fermata per tutti i treni in coincidenza tra le due linee ferroviarie. Era inoltre una stazione a doppio scartamento in quanto le FCL adottarono lo scartamento ridotto da 950 mm. La stazione, in seguito a ciò, fu dotata di tutte le infrastrutture necessarie.
Seppur in progetto nei primi del '900, la stazione non divenne mai origine di una ferrovia per le Saline di Lungro mentre fu costruita una ferrovia forestale a scartamento ridotto (600 mm) per la frazione di Saracena detta Zoccalia, con la quale venivano trasportati anche i tronchi degli alberi delle foreste del Pollino per la spedizione verso l'imbarco al porto di Sibari. Nel 1911, infatti la società tedesca Rüeping, costruttrice della ferrovia, iniziò a sfruttare il legname dei vasti boschi dell'area; questo arrivava con una teleferica da Campolongo alla frazione nata allo scopo e denominata Zoccalia e con la ferrovia fino a Spezzano.
L'importanza della stazione diminuì fortemente con la chiusura della ferrovia FCL per Lagonegro in quanto venne a mancare il traffico viaggiatori e merci da Cassano e da Castrovillari.
Nel 1949 la stazione mutò la propria denominazione da "Spezzano Albanese" a "Spezzano Albanese Terme".
L'impianto risulta privo di traffico dal 31 maggio 2015.

## Strutture e impianti
La stazione di Spezzano Albanese è dotata di un fabbricato viaggiatori a due elevazioni con servizi adiacenti. Il fascio viaggiatori comprende tre binari di cui uno di transito. La stazione è munita di doppio segnalamento luminoso di protezione e partenza. Il fascio merci era dotato di una pesa a bilico da 40 t della lunghezza di 9 m e di una sagoma limite. La stazione è stata oggetto di una ristrutturazione in seguito ai lavori di riqualificazione della linea.
I fabbricati di servizio comprendevano anche una rimessa per locomotive e i fabbricati per alloggio del personale FCL. Una piccola piattaforma girevole, la torre dell'acqua con la relativa colonna idraulica e i rifornitori per il carbone per le locomotive a vapore: tutti questi impianti vennero dismessi in seguito alla chiusura della linea per Castrovillari.